# Ayotzintepec
Ayotzintepec è un comune del Messico, situato nello stato di Oaxaca.